# Costa (empresa)
Costa es una empresa chilena dedicada a la elaboración de alimentos y golosinas. Es una de las empresas más importantes de su rubro en Chile, concentrando en 2008 alrededor del 33 % del mercado de galletas. Pertenece a la multinacional chilena Carozzi.

## Historia
En 1907 Federico Costa, inmigrante italiano, fundó en Valparaíso una fábrica de caramelos junto con otros accionistas, como Mario Andreotti, Alejandro Sanguinetti y José Arata. Tras su éxito, en 1926 logró construir una importante fábrica en la avenida Santa Elena de Valparaíso, la cual permitió masificar la producción.
En 1982, a raíz de la crisis económica desatada ese año, la empresa fue adquirida por el grupo Carozzi, con lo cual dicho conglomerado ingresó al mercado de las galletas, construyendo una fábrica en Nos.
En 1996 la empresa inició su expansión internacional con la inauguración de una fábrica de galletas en Lima (Perú).
En julio de 2015 fue galardonada —junto con Paris y L'Oréal— con el premio "Grandes Marcas" que entrega Branding Hall of Fame Chile.

## Galería

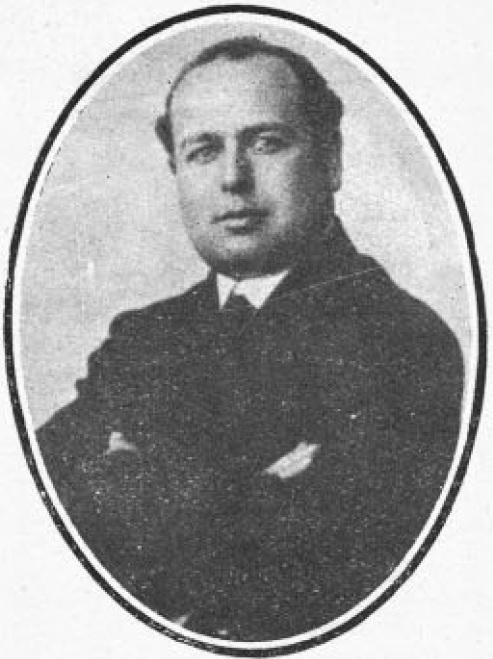
Federico Costa.
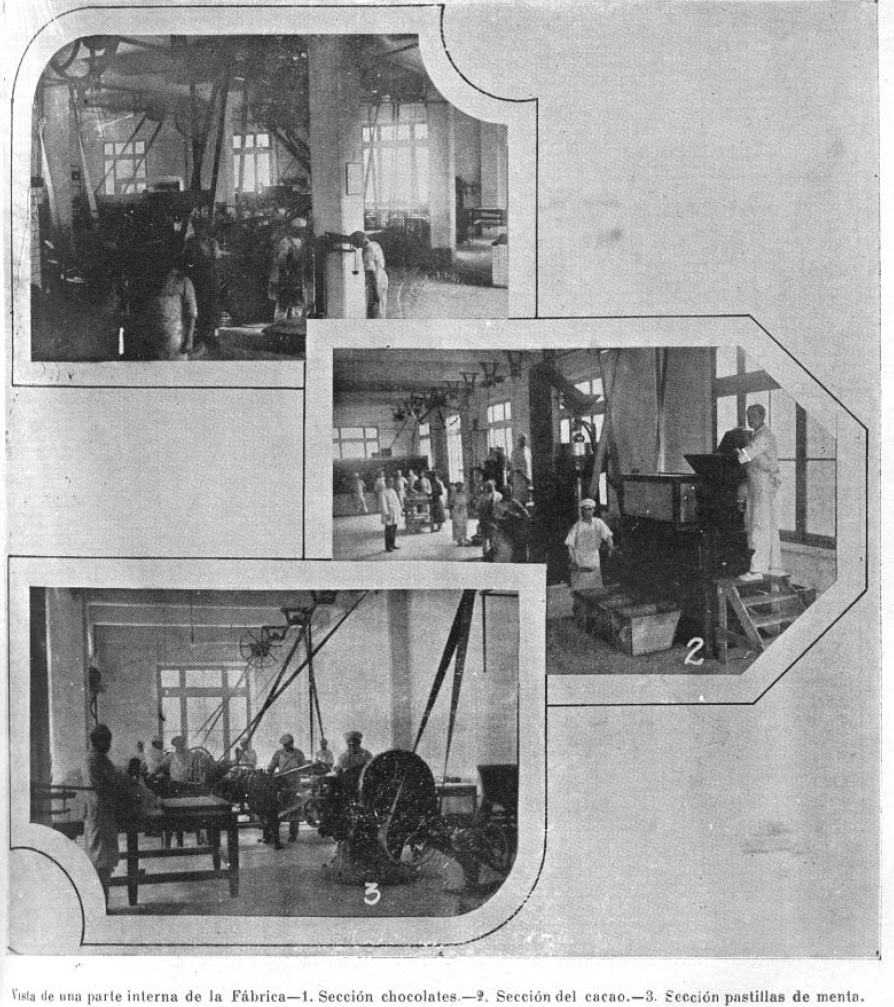
Interior de la fábrica Costa en 1926.